# You Are the One
You Are the One – album szwedzkiego zespołu Baden Baden, wydany w Polsce w 1985 roku na winylu nakładem wytwórni Wifon z numerem seryjnym LP 077. Reżyserem nagrań był Stan Dudzik. Nagrania realizowano częściowo w Polar Music Studios w Sztokholmie, a częściowo w Teatrze STU w Krakowie.

## Lista utworów
1. „Love with Me” – 4:38 (Nylander)
2. „The Fool in Me” – 3:40 (Nylander, Edlund)
3. „Easy” – 4:29 (Fridén, Edlund)
4. „Keep Your Hands off” – 3:51 (Fridén)
5. „Is There Something” – 4:02 (Lindqvist, Edlund)
6. „You Are the One” – 5:06 (Nylander, Edlund)
7. „All the Words” – 3:36 (Nylander, Edlund)
8. „Come Back” – 3:50 (Nylander, Edlund)
9. „Here and Now” – 2:55 (Nylander, Edlund)
10. „Remedium” – 3:30 (Krajewski, Edlund)

## Twórcy
- Stefan Edlund – śpiew
- Anders Nylander – gitara elektryczna
- Kenneth Fridén – gitara elektryczna
- Hans Lindqvist – gitara basowa
- Michael Blomquist – perkusja
- Peter Lindvall – saksofon i instrumenty klawiszowe

oraz
- Marek Raduli – gitara[1]